# Meiacanthus
Meiacanthus è un genere di pesci ossei bentonici appartenenti alla famiglia Blenniidae.

## Descrizione
Le specie della famiglia hanno piccole dimensioni e un corpo allungato, piuttosto compresso ai fianchi, con testa arrotondata e bocca rivolta verso il basso. Nella maggior parte delle specie la pinna caudale è sostenuta da spessi raggi morbidi e flessibili (in alcuni casi i due raggi più esterni sono più lunghi di quelli interni. La pinna dorsale è bassa ma molto lunga, sostenuta da piccoli raggi erettili. La pinna anale è anch'essa allungata, le ventrali sono sottili. La livrea varia a seconda della specie. 

## Biologia
In alcune specie tra cui M. nigrolineatus le zanne sulla mandibola sono connesse a ghiandole velenifere. Il loro morso è comunque quasi innocuo per l'uomo.

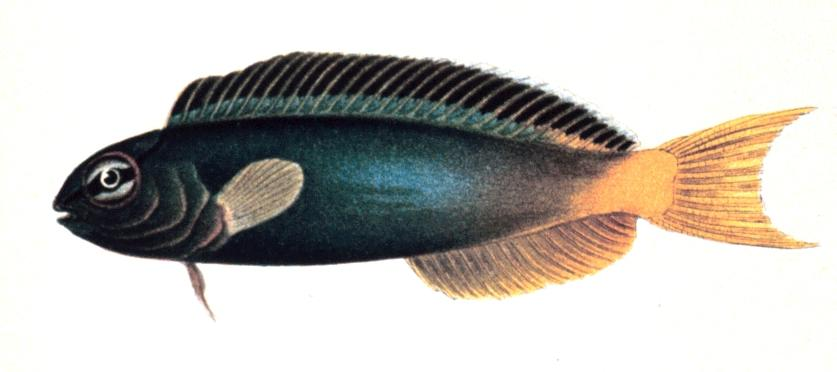
Meiacanthus atrodorsalis
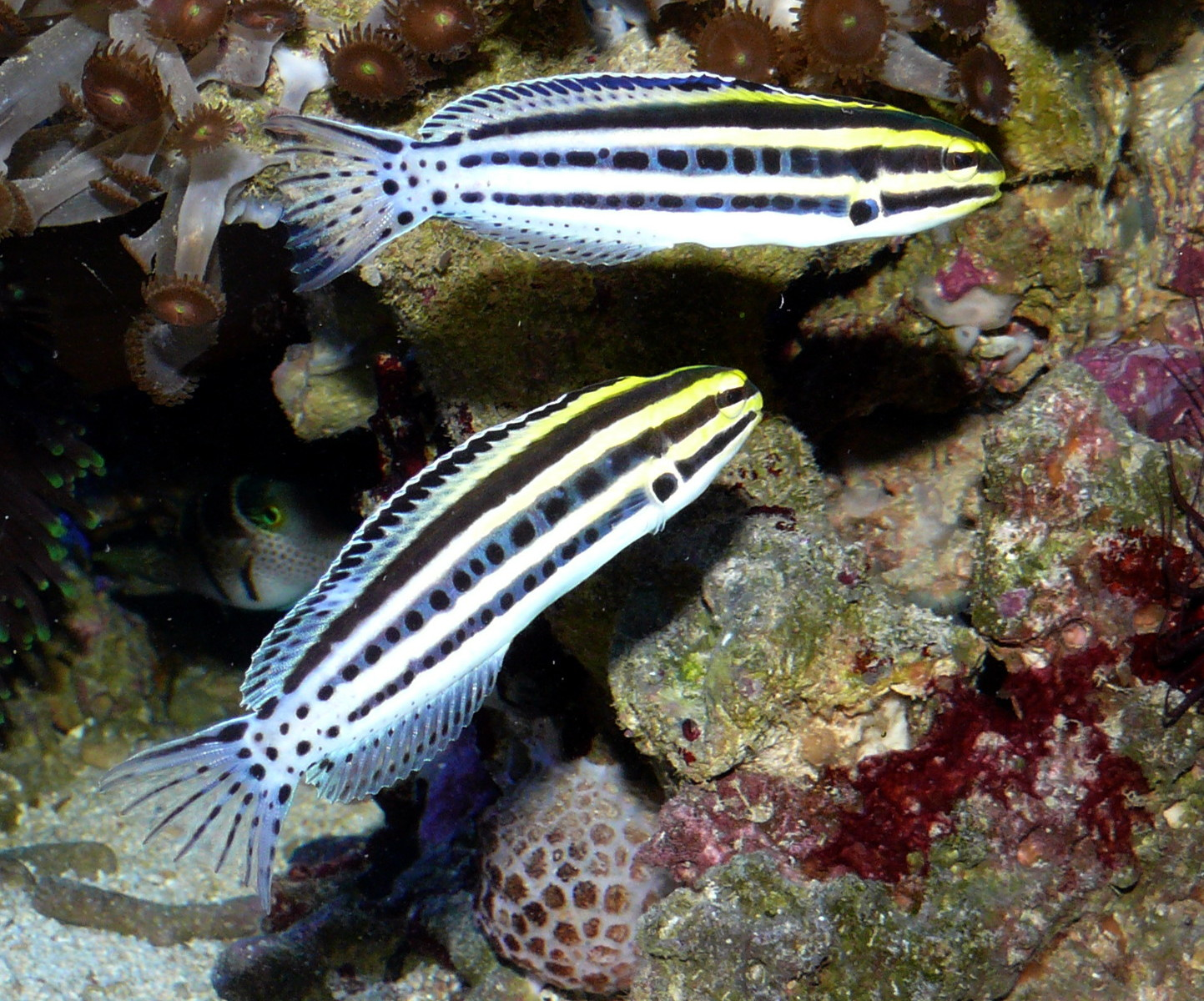
Meiacanthus grammistes

## Specie
Il genere comprende 29 specie:
- Meiacanthus abditus
- Meiacanthus abruptus
- Meiacanthus anema
- Meiacanthus atrodorsalis
- Meiacanthus bundoon
- Meiacanthus crinitus
- Meiacanthus cyanopterus
- Meiacanthus ditrema
- Meiacanthus erdmanni
- Meiacanthus fraseri
- Meiacanthus geminatus
- Meiacanthus grammistes
- Meiacanthus kamoharai
- Meiacanthus limbatus
- Meiacanthus lineatus
- Meiacanthus luteus
- Meiacanthus mossambicus
- Meiacanthus naevius
- Meiacanthus nigrolineatus
- Meiacanthus oualanensis
- Meiacanthus phaeus
- Meiacanthus procne
- Meiacanthus reticulatus
- Meiacanthus smithi
- Meiacanthus solomon
- Meiacanthus tongaensis
- Meiacanthus urostigma
- Meiacanthus vicinus
- Meiacanthus vittatus